# Rhamphus oxyacanthae
Rhamphus oxyacanthae is een snuitkever uit Europa. De kever leeft op soorten uit de rozenfamilie en veroorzaakt in de bladeren mijnen. Bladeren hebben meestal meerdere mijnen die grotendeels gevuld zijn met roodbruine frass. De eitjes worden al in mei afgezet, maar door trage groei komen deze pas in de nazomer uit.  Volwassen kevers vreten speldenprik-grote raampjes in de bladbovenzijde (rijpingsvraat).

## Waardplanten
Hij komt voor op:
- Amelanchier (Krentenboompje)
- Chaenomeles
- Cotoneaster (Dwergmispel)
- Crataegus monogyna (Eenstijlige meidoorn)
- Cydonia oblonga (Kweepeer)
- Malus sylvestris (Wilde appel)
- Mespilus germanica (Mispel)
- Prunus avium (Zoete kers)
- Prunus cerasus (Zure kers)
- Prunus domestica (Pruim)
- Prunus spinosa (Sleedoorn)
- Pyrus communis (Peer)
- Sorbus (Lijsterbes)

## Verspreiding
Het komt voor in grote delen van Europa, inclusief de Britse Eilanden.